# Post Malone
Austin Richard Post (født 4. juli 1995), alias Post Malone, er en amerikansk rapper, sanger, sangskriver, musikproducer og skuespiller.
Post Malone fik sit gennembrud i august 2015 efter udgivelsen af debutsinglen "White Iverson", der blev udgivet 2 dage efter, han havde skrevet den. Samme måned som singlen blev udgivet, skrev Malone en pladekontrakt med Republic Records. Debutalbummet Stoney blev udgivet i december 2016 med singlen "Congratulations", der opnående en ottendeplads på den amerikanske Billboard Hot 100 og peakede på en 39. pladsen i Danmark og England.
Post Malones andet album udkom den 27. april 2018 med singlen "Rockstar" featuring 21 Savage. Der blev Post Malones første single som nummer ét på Billboard Hot 100 og opnåede en førsteplads på Hitlisten. I 2018 var Post Malones samlede formue, estimeret til ca. 14 millioner dollars, hvilket svarer til ca. 95,4 millioner danske kroner.

## Diskografi

### Albums
- Stoney (2016)
- Beerbongs & Bentleys (2018)
- Hollywood’s Bleeding (2019)
- Twelve Carat Toothache (2022)
- Austin (2023)
- F-1 Trillion (2024)

### Mixtapes
- August 26th (2016)

Singler
| År   | Single                                                           |         |         |     | Højeste placering | Højeste placering | Højeste placering | Højeste placering | Højeste placering | Certificering | Album                                                       |
| År   | Single                                                           | Danmark | Sverige | UK  | USA               | AUS               | CAN               | NLD               | NZ                | Certificering | Album                                                       |
| 2015 | "White Iverson"                                                  | —       | —       | —   | 14                | —                 | 41                | —                 | —                 | - RIAA: 5× Platinum - BPI: Gold - IFPI DK: Gold - MC: 2× Platinum                                                                          | Stoney                                                      |
| 2015 | "Too Young"                                                      | —       | —       | —   | —                 | —                 | —                 | —                 | —                 | - RIAA: Platinum - MC: Gold | Stoney                                                      |
| 2016 | "Go Flex"                                                        | —       | 54      | 100 | 76                | —                 | 74                | —                 | —                 | - RIAA: 2× Platinum - BPI: Silver - IFPI DK: Gold - MC: Platinum                                                                           | Stoney                                                      |
| 2016 | "Deja Vu" (featuring Justin Bieber)                              | —       | —       | 63  | 75                | —                 | 43                | —                 | —                 | - RIAA: Platinum - BPI: Silver - MC: Platinum                                                                                              | Stoney                                                      |
| 2017 | "Congratulations" (featuring Quavo)                              | 39      | 34      | 26  | 8                 | 30                | 14                | 80                | 21                | - RIAA: 7× Platinum - ARIA: 2× Platinum - BPI: Platinum - GLF: 3× Platinum - IFPI DK: Platinum - MC: 5× Platinum - RMNZ: 2× Platinum       | Stoney                                                      |
| 2017 | "Rockstar" (featuring 21 Savage)                                 | 1       | 1       | 1   | 1                 | 1                 | 1                 | 2                 | 1                 | - RIAA: 5× Platinum - ARIA: 4× Platinum - BPI: 2× Platinum - GLF: 7× Platinum - IFPI DK: 2× Platinum - MC: 8× Platinum - RMNZ: 2× Platinum | Beerbongs & Bentleys                                        |
| 2017 | "Candy Paint"                                                    | 18      | 39      | 65  | 50                | 19                | 60                | 82                | 6                 | - RIAA: Gold - ARIA: Platinum - GLF: Platinum - IFPI DK: Gold - MC: 2× Platinum - RMNZ: Platinum                                           | The Fate of the Furious: The Album and Beerbongs & Bentleys |
| 2017 | "I Fall Apart"                                                   | 36      | 16      | 19  | 16                | 2                 | 20                | 73                | 1                 | - RIAA: 2× Platinum - ARIA: 3× Platinum - BPI: Gold - GLF: 2× Platinum - IFPI DK: Gold - MC: 3× Platinum - RMNZ: 3× Platinum               | Stoney                                                      |
| 2018 | "Psycho" (featuring Ty Dolla Sign)                               | 2       | 1       | 4   | 2                 | 2                 | 2                 | 8                 | 2                 | - ARIA: Platinum - BPI: Silver - IFPI DK: Gold - MC: 2× Platinum - RMNZ: Platinum                                                          | Beerbongs & Bentleys                                        |
|      | "—" markerer en udgivelse der ikke opnåede en hitlisteplacering. |         |         |     |                   |                   |                   |                   |                   | |                                                             |